# 青春アニメ全集
『住友生命 青春アニメ全集』（すみともせいめい せいしゅんアニメぜんしゅう）は、1986年4月25日から同年12月26日まで日本テレビ系列局 (NNS) で放送されたテレビアニメである。住友生命保険の一社提供。全34話。放送時間は毎週金曜 19:00 - 19:30 （日本標準時、以下同）。

## 概要
近代以降の日本文学作品をアニメ化し、それらを1週から3週に分けて放送。『世界名作劇場』を製作した日本アニメーションによる、『日本名作劇場』と言えるシリーズである。『小公女セーラ』のヒット以降、1980年代後半には名作文学を原作としたアニメ作品が多く作られているが、このシリーズもその一つと言える。日本テレビが日本アニメーションと共同製作した唯一のテレビアニメシリーズでもある。
住友生命の支店や代理店はこの番組以降、自社の提供番組のポスターを貼り出して大々的に宣伝していた。番組終了後のヒッチハイクでは、前番組『全日本歌まね選手権』からの流れで牛乳石鹸の製品CMが流れていた。
日本テレビでは未放送となった「学生時代」と「友情」の2話は、1987年10月8日と同年10月15日にテレビ朝日系列局 (ANN) で『青春名作アニメ』（せいしゅんめいさくアニメ）と題して放送された。こちらは木曜 19:30 - 20:00 に放送。

## キャスト
伊豆の踊子
- 薫（踊子） - 島本須美
- 水島（学生） - 神谷明
- 栄吉（薫の兄） - 津嘉山正種
- おたつ - 今井和子
- 千代子 - 小宮和枝
- 行商人 - 緒方賢一
- 茶屋の婆さん - 高村章子

野菊の墓
- 民 - 岡本茉利
- 政夫 - 難波克弘
- しず - 水城蘭子
- とみ - 麻生美代子
- 初枝 - 藤田淑子
- 新吉 - 山野史人
- かね - 竹口安芸子
- 政夫（語り） - 田中秀幸

風立ちぬ
- 私 - 古川登志夫
- 節子 - 鶴ひろみ

潮騒
- 宮田 初江 - 小山茉美
- 久保 新治 - 島田敏
- 久保 宏 - 小磯勝弥
- 大山 十吉 - 増岡弘
- 川本 安夫 - 中尾隆聖
- 高島灯台長 - 稲葉実
- 高島夫人 - 荘司美代子
- 久保 とみ - 翠準子
- 宮田 照吉 - 藤本譲
- 浜田 竜二 - 龍田直樹
- 青年 / 漁師 - 小滝進
- 男 - 喜多川拓郎
- 船長 - 飯塚昭三
- 漁師 - 喜多川拓郎
- 漁師 - 大塚芳忠
- 子供達 - 真柴摩利
- 子供達 - 堀越真己

オリンポスの果実
- 秋子 - 水沢有美
- 坂本 - 内田直哉
- 監督 - 石森達幸
- コーチ - 峰恵研
- 松山 - 玄田哲章

坊ちゃん
- 坊ちゃん - 安原義人
- 山嵐 - 飯塚昭三
- 赤シャツ - 中村正
- 校長（狸） - 神山卓三
- 野ダイコ - はせさん治
- いか銀 - 緒方賢一
- 清 - 京田尚子
- うらなり - 林一夫
- マドンナ - 滝沢久美子
- 萩野夫人 - 花形恵子
- 生徒 - 西川幾雄
- 生徒 - 塩屋翼
- 生徒 - 小野健一
- 生徒 / 車夫 - 大滝進矢
- 店員 - 西宏子

放浪記
- フミコ - 戸田恵子
- 少女時代のフミコ - 冨永みーな
- 父 - 富山敬
- 母 - 丸山愛子
- 小林先生 - 池水通洋
- 近松 - 土師孝也

舞姫
- 太田 豊太郎 - 池田秀一
- エリス - 山本百合子
- 相沢 謙吉 - 羽佐間道夫
- エリスの母 - 沼波輝枝
- 医者 - 郷里大輔
- 公使館員 - 喜多川拓郎

路傍の石
- 愛川 吾一 - 鳥海勝美
- 次野先生 - 池田秀一
- れん（吾一の母） - 宗形智子
- 駅員 - 藤城裕士
- 京造 - 杉本直樹
- 作次 - 岩田光央
- 勝吉 - 鈴木一輝
- 秋太郎 - 小磯勝弥
- おきぬ - 村田彩
- 忠助 - 村越伊知郎
- 安吉 - 城山知馨夫
- おばさん - 竹口安芸子
- お手伝い - 吉田麻乃
- 喜兵衛 - 大塚周夫

たけくらべ
- 美登利 - 山本百合子
- 信如 - 難波圭一
- 正太郎 - 塩屋翼
- 長吉 - 千葉繁
- 三五郎 - 龍田直樹
- ヨネ - 鈴木れい子
- 文次 - 菊池正美
- 丑松 - 鈴木清信
- 母 - 峰あつ子
- およし - 坂本千夏
- 章夫 - 沢木郁也
- 和尚さん - 兼本新吾

あすなろ物語
- 冴子 - 島津冴子
- 鮎太 - 菊池英博
- おりょう - 今井和子
- 浜子 - 羽太美帆
- 幸夫 - 鈴木一輝
- 留吉 - 星孝行
- 加島 - 野島昭生

高野聖
- 僧 - 田中秀幸
- 女 - 真野響子
- 爺 - 宮内幸平
- 薬売り - 上田敏也
- 百姓 - 峰恵研

怪談
- 芳一 - 江藤潤
- 二位の尼 - 来宮良子
- 武士の亡霊 - 内海賢二
- 住職 - 藤本譲
- 侍女 - 滝沢久美子
- 弥助 - 喜多川拓郎
- 小僧 - 塩屋翼
- 主人 - 藤城裕士
- 客 - 徳丸完
- 男 - 西川幾雄
- 女 - 堀越真己

ホームタウンの事件簿
- 笠井 京子 - 藤田淑子（「天からの声」にも出演)
- 笠井 隆一（夫） - 富山敬（「天からの声」にも出演）
- 笠井 良子（娘） - 本多知恵子（「天からの声」にも出演）
- 馬渕（夫） - 島田敏
- 馬渕 静子（妻） - 滝沢久美子
- 馬渕 典子（娘） - 高木早苗
- 課長 - 緒方賢一
- 園長 - 片岡富枝
- 作業員 - 大滝進矢
- 11階の住人 - 佐藤正治
- 団地夫人 - 頓宮恭子
- 団地夫人 - 堀越真己

天からの声
- 中北老人 - 大塚周夫
- 中北婦人 - 斉藤昌
- 三上夫人 - 藤井佳代子
- 三上（夫） - 塩屋浩三
- 三上 真子 - 吉田美保
- 立川 - 喜多川拓郎
- 運送屋 - 大塚芳忠

太陽の季節
- 和泉 英子 - 石田えり
- 津川 竜哉 - 矢尾一樹
- 道久 - 森功至
- 江田 - 堀内賢雄
- 西村 - 西村知道
- 松本 - 小野健一
- サリー - 横尾まり
- 幸子 - 富沢美智恵
- 由紀 - 堀越真己

人生劇場
- 瓢吉（少年時代） - 菊池英博
- 瓢吉（青年時代） - 飛田展男
- おりん - 渕崎ゆり子
- 吉良常 - 屋良有作
- おみね - 池田昌子
- 瓢太郎 - 石田弦太郎
- 勘平 - 緒方賢一
- 教頭 - 増岡弘

春琴抄
- 佐助 - 岡野進一郎
- お琴 - 島本須美
- 安左衛門 - 宮川洋一
- しげ女 - 藤夏子
- 利太郎 - 富山敬

ビルマの竪琴
- 井上隊長 - 山本圭
- 水島上等兵 - 内田直哉
- 婆さん - 麻生美代子
- 伊東軍曹 - 緒方賢一
- 鈴木上等兵 - 玄田哲章
- 馬場上等兵 - 喜多川拓郎
- 小林上等兵 - 島田敏
- 阿部一等兵 - 塩屋翼
- 丸山一等兵 - 沢木郁也
- 岡田一等兵 - 沢りつお
- オウム - 龍田直樹
- ビルマの少年 - 坂本千夏
- インド兵 - 石塚運昇
- インド兵 - 大滝進矢

姿三四郎
- 姿 三四郎 - 井上和彦
- 乙美 - 山本百合子
- 檜垣 源之助 - 池田秀一
- 矢野 正五郎 - 前田昌明
- 山本 半助 - 山内雅人

屋根裏の散歩者
- 明智 小五郎 - 小川真司（「心理試験」「赤い部屋」にも出演）
- 小林刑事 - 神山卓三（「心理試験」にも出演）
- 郷田 三郎 - 鈴置洋孝
- 遠藤 一郎 - 玄田哲章
- ミネコ（白梅軒のウェートレス） - 岡本麻弥

心理試験
- 蕗屋 清一郎 - 千葉繁
- 古賀 ふさ - 北川智絵
- 斉藤 勇 - 林一夫

奉教人の死
- ろおれんぞ - 戸田恵子
- しめおん - 小川真司
- 伴天連 - 松岡文雄
- 喜助 - 村越伊知郎
- いね - 鷹森淑乃

高安犬物語
- 久雄 - 三ッ矢雄二
- 吉蔵 - 池田勝
- 吉蔵の兄 - 千葉耕一
- 木村 - 村松康雄
- 猟師 - 笹岡繁蔵

学生時代
- 澄子 - 藤井佳代子
- 健吉 - 中尾隆聖
- 健次 - 菊池正美
- 姉 - 池田昌子
- 義兄 - 徳丸完
- 校長 - 藤本譲
- 佐藤 - 鈴置洋孝
- 松井 - 龍田直樹
- 田中 - 大滝進矢
- 試験官 - 喜多川拓郎
- 学生 - 小野健一

友情
- 杉子 - 土井美加
- 野島 - 井上和彦
- 大宮 - 石丸博也
- 武子 - 小宮和枝
- 村岡 - 納谷六朗
- 早川 - 鈴置洋孝
- 仲田 - 林一夫
- 一高生 - 小野健一
- 仲田の母 - 峰あつ子
- 大宮の母 - 竹口安芸子

## 放送日
◎印は、新潮文庫から『名作アニメシリーズ』としてコミカライズされたもの。★印は、金の星社から『アニメ日本の名作』として刊行されているもの。
原作を忠実にアニメ化しているが、1作品に当てられるのが1 - 3回と少なく、他の文学作品を原作にしたアニメと比べ、放送当時は地味な印象であったようだ。しかし、本宮ひろ志が『坊っちゃん』の、ちばてつやが『姿三四郎』の、石ノ森章太郎が『屋根裏の散歩者』など江戸川乱歩作品三編の、村生ミオが赤川次郎二作品と『人生劇場』の、と第一線の漫画家がキャラクターデザインを担当。脚本に吉田憲二、若杉光夫、三村晴彦といったベテラン映画監督が参加。また『高野聖』では、妖術使いの女の声を、声の仕事はほとんどない女優・真野響子が担当しているなど、スタッフ、キャストには力が入れられていることが分かる。また、『姿三四郎』『伊豆の踊子』『太陽の季節』など、映画化された作品が多いことも特徴。ナレーターは女優の木内みどりが担当している。
| 話数   | 放送日         | サブタイトル                     | 原作         | 脚本              | 絵コンテ   | 演出       | 作画監督       | キャラクター デザイン |
| ------ | -------------- | -------------------------------- | ------------ | ----------------- | ---------- | ---------- | -------------- | --------------------- |
| 第1話  | 1986年 4月25日 | 伊豆の踊子◎★                     | 川端康成     | 吉田憲二          | 葛岡博     | 高須賀勝己 | 椛島義夫       | 椛島義夫              |
| 第2話  | 5月2日         | 潮騒 前編 春のめざめ             | 三島由紀夫   | 中西隆三          | 黒川文男   | 植田秀仁   | 野部駿夫       | 白梅進                |
| 第3話  | 5月9日         | 潮騒 後編 夏のあらし             | 三島由紀夫   | 中西隆三          | 植田秀仁   | 植田秀仁   | 野部駿夫       | 白梅進                |
| 第4話  | 5月16日        | 野菊の墓◎★                       | 伊藤左千夫   | 吉田憲二          | 熊田勇     | 熊田勇     | 飯村一夫       | 熊田勇                |
| 第5話  | 5月23日        | 風立ちぬ★                        | 堀辰雄       | 松田昭三          | 森田浩光   | 森田浩光   | 柳瀬譲二       | 筒井百々子            |
| 第6話  | 5月30日        | オリンポスの果実                 | 田中英光     | 松田昭三          | 葛岡博     | 松島明子   | 矢沢則夫       | 矢沢則夫              |
| 第7話  | 6月6日         | 坊っちゃん 前編 新任教師怒る!◎★  | 夏目漱石     | 宮崎晃            | 近藤英輔   | 近藤英輔   | 北原健雄       | 本宮ひろ志            |
| 第8話  | 6月13日        | 坊っちゃん 後編 赤シャツ退治!◎★  | 夏目漱石     | 宮崎晃            | 近藤英輔   | 近藤英輔   | 北原健雄       | 本宮ひろ志            |
| 第9話  | 6月20日        | 放浪記「風琴と魚の町」より       | 林芙美子     | 宮崎晃            | 岡部英二   | 岡部英二   | 飯村一夫       | 石之博和              |
| 第10話 | 6月27日        | 舞姫★                            | 森鷗外       | 吉田憲二          | 石黒昇     | 石黒昇     | しまだひであき | しまだひであき        |
| 第11話 | 7月4日         | あすなろ物語◎                    | 井上靖       | 吉田憲二          | 須田裕美子 | 須田裕美子 | 芝山努         | 小林治                |
| 第12話 | 7月18日        | 路傍の石 前編 中学志望◎★         | 山本有三     | 吉田憲二          | 黒川文男   | 岡部英二   | 石之博和       | 森康二                |
| 第13話 | 7月25日        | 路傍の石 後編 つらい日々◎★       | 山本有三     | 吉田憲二          | 岡部英二   | 岡部英二   | 石之博和       | 森康二                |
| 第14話 | 8月1日         | たけくらべ★                      | 樋口一葉     | 久貴千彩子        | 熊田勇     | 熊田勇     | 熊田勇         | 熊田勇                |
| 第15話 | 8月8日         | 高野聖                           | 泉鏡花       | 山田正弘          | 近藤英輔   | 近藤英輔   | 小川博司       | 小川博司              |
| 第16話 | 8月15日        | 怪談 芳一ものがたり★             | 小泉八雲     | 宮崎晃            | 熊田勇     | 熊田勇     | 熊田勇         | 熊田勇                |
| 第17話 | 8月29日        | 赤川次郎 ホームタウンの事件簿    | 赤川次郎     | 中西隆三          | 黒川文男   | 岡部英二   | 石之博和       | 村生ミオ              |
| 第18話 | 9月5日         | 赤川次郎 天からの声              | 赤川次郎     | 中西隆三          | 大町繁     | 岡部英二   | 石之博和       | 村生ミオ              |
| 第19話 | 9月12日        | 人生劇場                         | 尾崎士郎     | 中西隆三          | 大町繁     | 大町繁     | 昆進之介       | 村生ミオ              |
| 第20話 | 9月19日        | 太陽の季節 危険な青春            | 石原慎太郎   | 永原秀一          | 石黒昇     | 石黒昇     | しまだひであき | しまだひであき        |
| 第21話 | 10月3日        | 春琴抄 心の糸鳴ります            | 谷崎潤一郎   | 吉田憲二          | 松島明子   | 松島明子   | 清山滋崇       | 清山滋崇              |
| 第22話 | 10月17日       | 姿三四郎 第一部 紘道館の風雲児◎★ | 富田常雄     | 宮崎晃            | 近藤英輔   | 近藤英輔   | 我妻宏         | ちばてつや            |
| 第23話 | 10月24日       | 姿三四郎 第二部 必殺の山嵐◎★     | 富田常雄     | 宮崎晃            | 近藤英輔   | 近藤英輔   | 我妻宏         | ちばてつや            |
| 第24話 | 10月31日       | 姿三四郎 第三部 右京ヶ原の対決◎★ | 富田常雄     | 宮崎晃            | 今沢哲男   | 今沢哲男   | 我妻宏         | ちばてつや            |
| 第25話 | 11月7日        | ビルマの竪琴 前編 埴生の宿◎★     | 竹山道雄     | 吉田憲二          | 石黒昇     | 石黒昇     | しまだひであき | 白梅進                |
| 第26話 | 11月14日       | ビルマの竪琴 後編 別れのうた◎★   | 竹山道雄     | 吉田憲二          | 石黒昇     | 石黒昇     | しまだひであき | 白梅進                |
| 第27話 | 11月21日       | 明智小五郎 屋根裏の散歩者◎       | 江戸川乱歩   | 中西隆三          | 北原健雄   | 北原健雄   | 北原健雄       | 石ノ森章太郎          |
| 第28話 | 11月28日       | 明智小五郎 心理試験◎             | 江戸川乱歩   | 吉田憲二          | 黒川文男   | 近藤英輔   | 北原健雄       | 石ノ森章太郎          |
| 第29話 | 12月5日        | 明智小五郎 赤い部屋              | 江戸川乱歩   | 若杉光夫          | 北原健雄   | 北原健雄   | 北原健雄       | 石ノ森章太郎          |
| 第30話 | 12月12日       | 新釈 遠野物語                    | 井上ひさし   | -                 | -          | -          | -              | -                     |
| 第31話 | 12月19日       | 天に昇る愛                       | 芥川龍之介   | 栗山静代          | 高須賀勝己 | 高須賀勝己 | 山崎猛         | 椛島義夫              |
| 第32話 | 12月26日       | シロ、北へ帰る◎                  | 戸川幸夫     | 栗山静代          | 松島明子   | 松島明子   | アベ正己       | アベ正己              |
| 第33話 | 1987年 10月8日 | 学生時代                         | 久米正雄     | 吉田憲二          | 葛岡博     | 松島明子   | 清山滋崇       | 清山滋崇              |
| 第34話 | 10月15日       | 友情                             | 武者小路実篤 | 三村晴彦 松田昭三 | 杉山卓     | 杉山卓     | 原幹治         | 杉山卓                |

## スタッフ
- 製作 - 本橋浩一
- 製作管理 - 高桑充
- 総監督 - 黒川文男
- キャラクター監修 - 森康二
- 美術監督 - 川本征平、窪田忠雄、河野次郎、多田喜久子、椋尾篁、柴田千佳子、山本順子、工藤剛一、高野正道、影山勇、金子英俊、田中静恵 他
- 撮影監督 - 森田俊昭、金子仁
- 編集 - 瀬山武司、笠原義宏、上遠野英俊、名取信一
- 現像 - 東京現像所
- 音楽 - 坂田晃一、山本純ノ介、島津秀雄、小六禮次郎
- 録音監督 - 藤野貞義
- 効果 - フィズサウンド、松田昭彦
- 音響制作 - 音響映像システム
- エンディングイラスト - 林静一
- アシスタントプロデューサー - 田中栄子
- プロデューサー - 銀谷精一（日本テレビ）、大橋益之助（電通大阪支社）、佐藤昭司（日本アニメーション）
- 制作協力 - スタジオジュニオ、メルヘン社、スタジオ雲雀、アートランド、スタジオ古留美、キタハラプロダクション
- 制作 - 日本テレビ、電通大阪支社、日本アニメーション

## 主題歌
エンディングテーマ - 「青春は舟」
作詞 - なかにし礼 / 作曲 - 坂田晃一 / 編曲 - 島津秀雄 / 歌 - ダ・カーポ（レーベル - 日本コロムビア）
この曲はダ・カーポのアルバムにはほとんど収録されず、アニメソングのコンピレーション・アルバムに多く収録されている。

## 放送局
※放送系列は放送当時、放送日時は個別に出典が掲示されている局を除き1986年8月中旬 - 9月上旬時点のものとする。
| 放送地域       | 放送局         | 放送日時                                                                            | 放送系列                                     | 備考   |
| -------------- | -------------- | ----------------------------------------------------------------------------------- | -------------------------------------------- | ------ |
| 関東広域圏     | 日本テレビ     | 金曜 19:00 - 19:30                                                                  | 日本テレビ系列                               | 制作局 |
| 北海道         | 札幌テレビ     | 金曜 19:00 - 19:30                                                                  | 日本テレビ系列                               |        |
| 青森県         | 青森放送       | 金曜 19:00 - 19:30                                                                  | 日本テレビ系列 テレビ朝日系列                |        |
| 岩手県         | テレビ岩手     | 金曜 19:00 - 19:30                                                                  | 日本テレビ系列                               |        |
| 秋田県         | 秋田放送       | 金曜 19:00 - 19:30                                                                  | 日本テレビ系列                               |        |
| 山形県         | 山形テレビ     | 金曜 19:00 - 19:30                                                                  | フジテレビ系列                               | [ 4 ]  |
| 宮城県         | ミヤギテレビ   | 金曜 19:00 - 19:30                                                                  | 日本テレビ系列                               |        |
| 福島県         | 福島中央テレビ | 金曜 19:00 - 19:30                                                                  | 日本テレビ系列                               |        |
| 山梨県         | 山梨放送       | 金曜 19:00 - 19:30                                                                  | 日本テレビ系列                               |        |
| 新潟県         | テレビ新潟     | 金曜 19:00 - 19:30                                                                  | 日本テレビ系列                               |        |
| 静岡県         | 静岡第一テレビ | 金曜 19:00 - 19:30                                                                  | 日本テレビ系列                               |        |
| 富山県         | 北日本放送     | 金曜 19:00 - 19:30                                                                  | 日本テレビ系列                               |        |
| 福井県         | 福井放送       | 金曜 19:00 - 19:30                                                                  | 日本テレビ系列                               |        |
| 中京広域圏     | 中京テレビ     | 金曜 19:00 - 19:30                                                                  | 日本テレビ系列                               |        |
| 近畿広域圏     | 読売テレビ     | 金曜 19:00 - 19:30                                                                  | 日本テレビ系列                               |        |
| 鳥取県・島根県 | 日本海テレビ   | 金曜 19:00 - 19:30                                                                  | 日本テレビ系列                               |        |
| 広島県         | 広島テレビ     | 金曜 19:00 - 19:30                                                                  | 日本テレビ系列                               |        |
| 山口県         | 山口放送       | 金曜 19:00 - 19:30                                                                  | 日本テレビ系列 テレビ朝日系列                |        |
| 徳島県         | 四国放送       | 金曜 19:00 - 19:30                                                                  | 日本テレビ系列                               |        |
| 香川県・岡山県 | 西日本放送     | 金曜 19:00 - 19:30                                                                  | 日本テレビ系列                               |        |
| 愛媛県         | 南海放送       | 金曜 19:00 - 19:30                                                                  | 日本テレビ系列                               |        |
| 高知県         | 高知放送       | 金曜 19:00 - 19:30                                                                  | 日本テレビ系列                               |        |
| 福岡県         | 福岡放送       | 金曜 19:00 - 19:30                                                                  | 日本テレビ系列                               |        |
| 長崎県         | テレビ長崎     | 金曜 19:00 - 19:30                                                                  | フジテレビ系列 日本テレビ系列                |        |
| 熊本県         | 熊本県民テレビ | 金曜 19:00 - 19:30                                                                  | 日本テレビ系列                               |        |
| 大分県         | テレビ大分     | 金曜 19:00 - 19:30                                                                  | フジテレビ系列 日本テレビ系列 テレビ朝日系列 |        |
| 石川県         | 北陸放送       | 日曜 15:55 - 16:25（1986年4月27日開始時点） 土曜 17:00 - 17:30（1986年10月4日以降） | TBS系列                                      |        |
| 長野県         | 信越放送       | 土曜 17:00 - 17:30                                                                  | TBS系列                                      | [ 8 ]  |
| 宮崎県         | テレビ宮崎     | 日曜 8:30 - 9:00                                                                    | フジテレビ系列 日本テレビ系列 テレビ朝日系列 |        |

## 書籍
新潮社が企画協力で参加しており、新潮文庫から『青春アニメ全集・原作シリーズ』として本編(アニメ)映像が表紙の本が出版された。また、一部の作品は同文庫から、フィルム映像を組み合わせてコミック化したものを『名作アニメシリーズ』として1986年12月から1987年12月まで発行された。
1998年には、金の星社から本編映像をふんだんに使ったアニメ絵本『アニメ 日本の名作』シリーズとして、本編から選り抜いた10編が児童書として発刊。重版もされているので現在でも容易に手に入る。

## ビデオソフト
『新釈遠野物語』以外の全話が、新潮社よりビデオソフト化。2006年時点では、『アニメ文学館』として毎日EVRシステム（毎日放送のグループ会社、現・放送映画製作所）から発売されている。

## その他
中京テレビで、本番組同時ネット中に誤って裏番組の『野生の王国』冒頭が放送される放送事故が発生した。